# 趙金珠
趙 金珠（ちょう きんじゅ、1116年 - ?）は、北宋の徽宗の第27皇女（夭逝を除いて第16皇女）。

## 経歴
婉容嬪劉氏（後に明節皇后の諡号を追贈された）の娘として生まれた。同母兄に建安郡王趙柍、同母弟に嘉国公趙椅がいる。政和7年（1117年）2月に、和福帝姫の位を授けられた。
靖康の変後、和福帝姫は金に連行され、天会6年（1128年）8月、数え12歳で洗衣院に下された。

## 伝記資料
- 『靖康稗史箋證』
- 『宋会要輯稿』